# New School

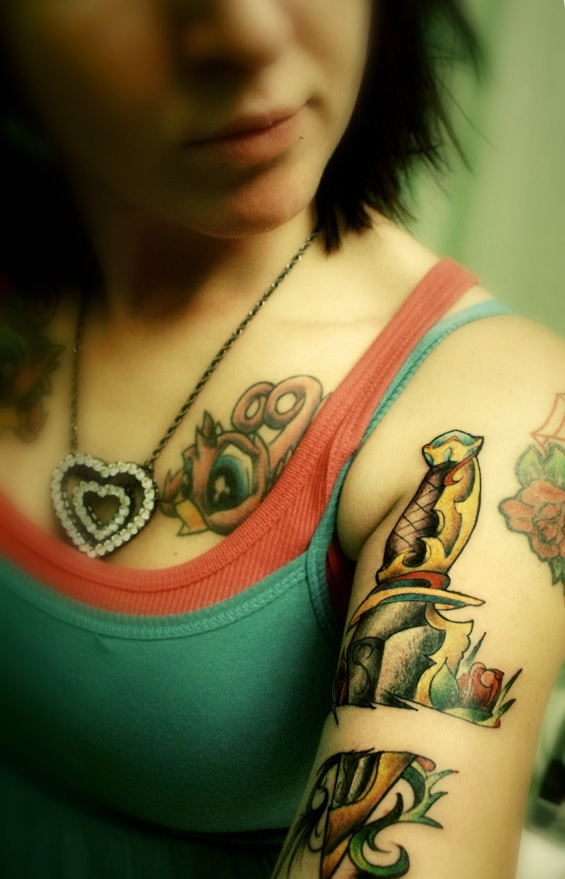
приклад тату стилю new school

New School — стиль татуювання що вирізняється сміливістю, зухвалістю, яскравістю та агресивністю. Він включаю в себе сучасний та фантастичний дизайни, що відрізняється від стилю old school-тату тим, що вони містять складніші змішування і нюанси градацій з обширною палітрою кольорів.

## Історія
Після Другої світової війни, татуювання стали асоціюватися зі злочинцями та неповнолітніми правопорушниками. Внаслідок практики недостатньої стерилізації виник спалах гепатиту в 1961 році, і індустрія тату стала навіть ще підпільнішою. Але після прийняття нового законодавства та покращень у галузі охорони здоров'я, зацікавлення в татуюваннях було поновлено молодим поколінням, що і призвело до появи стилю new school, яким ми його сьогодні бачимо. Нові технології в поєднанні зі свіжими ідеями призвели до нових тату, які були яскравими, сміливими та використовували нові принципи.